# Stadio Dino Manuzzi
Stadio Dino Manuzzi – stadion piłkarski znajdujący się w mieście Cesena we Włoszech.
Swoje mecze rozgrywa na nim zespół AC Cesena. Jego pojemność wynosi 23 860.